# 翠袖锯眼蝶
藍紋鋸眼蝶（学名：Elymnias hypermnestra），又名紫蛇目蝶、紫眼蝶、常見椰眼蝶、翠袖鋸眼蝶、紫鋸眼蝶。是鋸眼蝶屬中的一種蝴蝶。

## 特徵
前翅端部有一列水青色斑紋，背面黑褐色。腹面細波狀，前翅前端有三角形白斑，雌、雄蝶也有不同特徵，雄蝶前翅外緣有淡藍色斑點，雌蝶則為近白色斑點。

## 生態習性
一年多世代，較偏好棲息於潮濕及陰暗的場所，有吸食腐果之習慣。

## 分佈
本種分布於印度半岛，喜马拉雅和东南亚。台灣於本島低、中海拔地區，龜山島、澎湖等地可見，棲息於常綠闊葉林、都市綠地。在香港亦有見其踪影。

## 棲地
棲息於常綠闊葉林與都市綠地，偏好潮濕陰暗環境，成蝶喜食腐果。一年多代，全年可見。幼蟲取食多種棕櫚科植物，有時被視為害蟲。
寄主植物包括羅比親王海棗、蒲葵、棕竹、檳榔、山棕、臺灣海棗、加拿利海棗、黃椰子、竹莖椰子、棍棒椰子、射葉椰子、海桃椰子、大王椰子、可可椰子等棕櫚科植物。。

## 資料來源
1. ↑  彭國棟、邱美蘭、顏新珠，2012，埔里賞蝶手冊埔里地區常見及代表性188種蝴蝶。昱盛印刷事業有限公司、行政院農業委員會林務局。
2. 1 2 3  徐堉峰.  (下冊). 台中: 晨星出版有限公司. 2013: 373  [2021-08-16]. ISBN 9789861776682. （原始内容存档于2022-05-22） （中文（繁體））.
3. ↑  . 香港濕地公園.   [2021-08-16]. （原始内容存档于2021-08-17） （中文（繁體））.
4. ↑  徐堉峰，梁家源，黃智偉，沈宗諭. . 農業部林業及自然保育署. 2021/12. ISBN 9786267100523.

- Igarashi, S. and H. Fukuda. 1997. The life histories of Asian butterflies vol. 1. Tokai University Press, Tokyo.
- Sharma, N. 2003. Notes on the common palm butterfly, Elymnias hypermnestra undularis (Drury) (Satyrinae) in India. Journal of the Lepidopterists' Society 57:147-149.